# Izunonychus
Izunonychus is een geslacht van hooiwagens uit de familie Paranonychidae.
De wetenschappelijke naam Izunonychus is voor het eerst geldig gepubliceerd door Suzuki in 1975.

## Soorten
Izunonychus is monotypisch en omvat slechts de volgende soort:
- Izunonychus ohruii